# Bürgerliches Brauhaus München

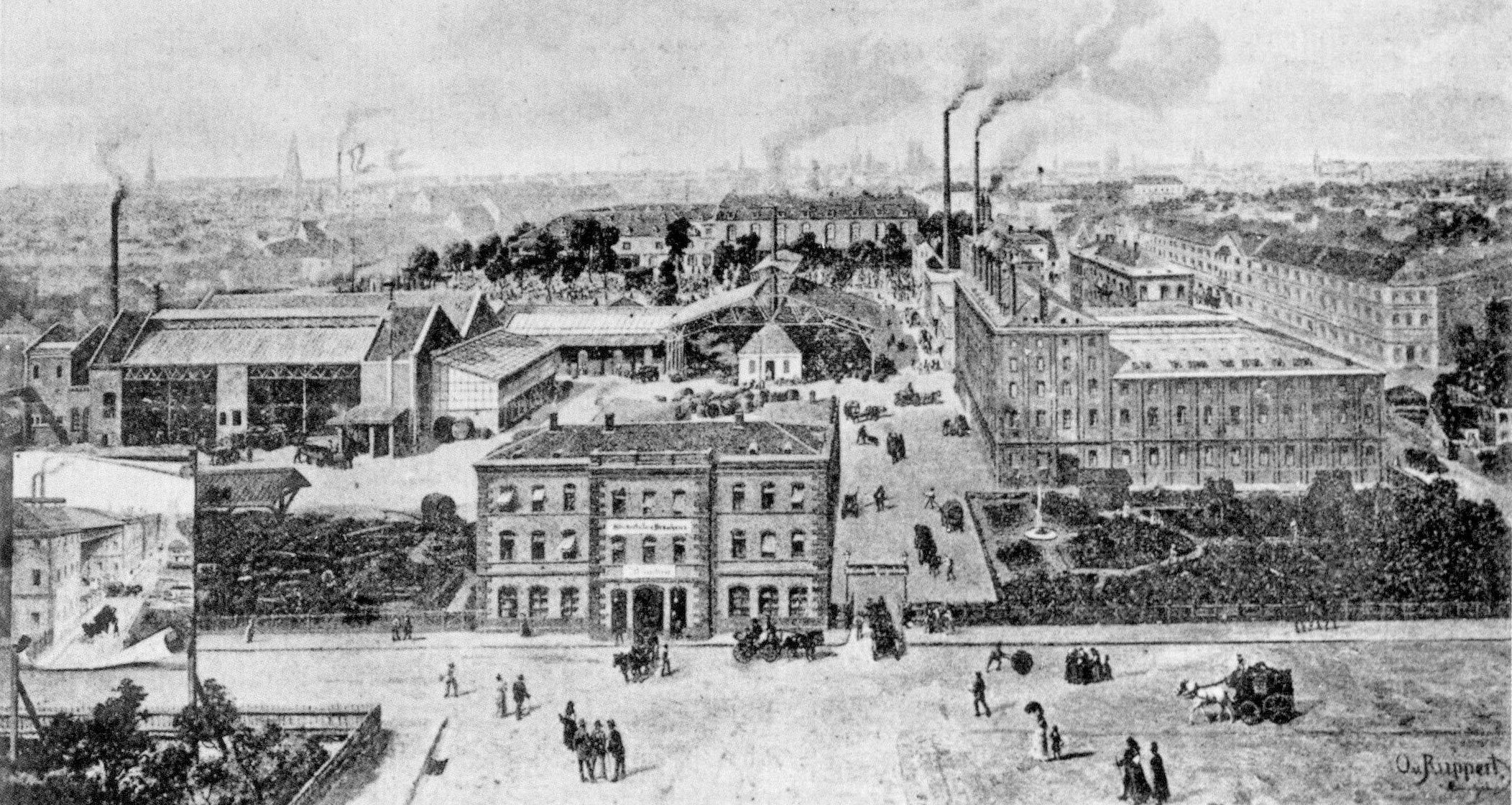
Betriebsgelände in Haidhausen, um 1891

Die Aktiengesellschaft Bürgerliches Brauhaus München war eine Münchner Großbrauerei.

## Geschichte
Die Geschichte des Bürgerbräus geht zurück auf zwei Brauereien in der historischen Münchner Altstadt. Die Brauerei des Jörg Haffner im Haus Burgstraße 16b ist ab 1490 nachgewiesen, im Nachbarhaus Burgstraße 16a bestand eine weitere Brauerei, die nach Leonhard Kempter als Kempterbräu bezeichnet wurde. Haffners Brauerei wurde von 1667 bis 1703 von Martin Zenger geführt, sein Sohn vereinigte Anfang des 18. Jahrhunderts die beiden Brauereien unter dem Namen Zengerbräu. 1840 wurde die Brauerei von Josef und Kreszentia Hierl gekauft, das Brauhaus in der Altstadt brannte 1842 ab.
Daraufhin wurde ein neues Brauereigelände in Haidhausen angelegt, zwischen der Rosenheimer Straße und der Kellerstraße. 1851 kaufte der Sohn der Gründer, Franz Xaver Hierl, das Braurecht des Angerklosters und vereinigte es mit dem Familienbetrieb. 1868 übernahm die Ehefrau von Franz Xaver Hierl († 1883), Walburga (Wally) Hierl, die Brauerei. 1880 betrieb sie mit Unterstützung ihres Schwiegersohns, des Bauunternehmers Jakob Heilmann, die Umwandlung in eine Aktiengesellschaft und benannte den Betrieb um. So entstand die Brauerei Zum bürgerlichen Bräuhaus.

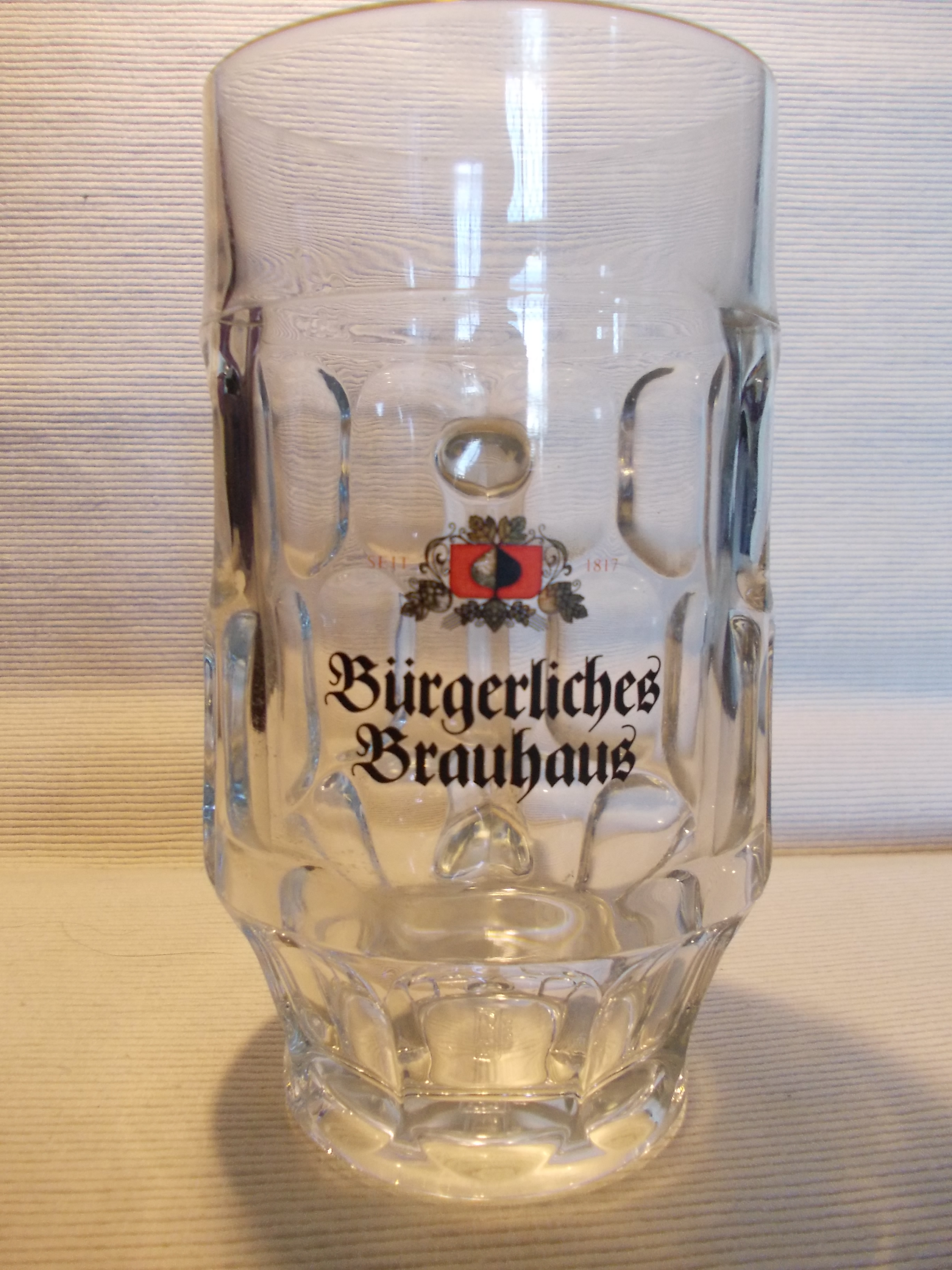

Am 28. Dezember 1921 fusionierte das Bürgerliche Brauhaus rückwirkend zum 1. September 1920 mit der Aktienbrauerei zum Löwenbräu. Zum Zeitpunkt der Fusion verfügte es über eine Brauerei, eine Tennenmälzerei, vier Großschankstätten (Bürgerbräukeller in München-Haidhausen, Restaurant Bürgerbräu in der Innenstadt, Bürgerbräuterrassen in Pullach, Menterschwaige). 1931 wurde der Braubetrieb in Haidhausen eingestellt.